# Koulibiak
Le koulibiak ou koulibiac ou coulibiac (du russe : кулебя́ка koulebiáka) est une spécialité culinaire de charcuterie pâtissière traditionnelle de la cuisine russe, variante des feuilletés-tourtes-pirogs, à base de couches de poisson ou de viande, de farce, de légumes, de riz, et d'œufs, cuits à l'étouffée au four dans une pâte feuilletée, et servie en tranches.

## Histoire
Le koulibiak est un plat de fête populaire complet traditionnel de Russie et des Kresy,, servi accompagné de bortsch, dont les origines mal connues remonteraient au XIIe siècle. Son nom koulébiaka est issu du verbe koulébiatchit' кулебячить qui signifie "malaxer, pétrir, plier".

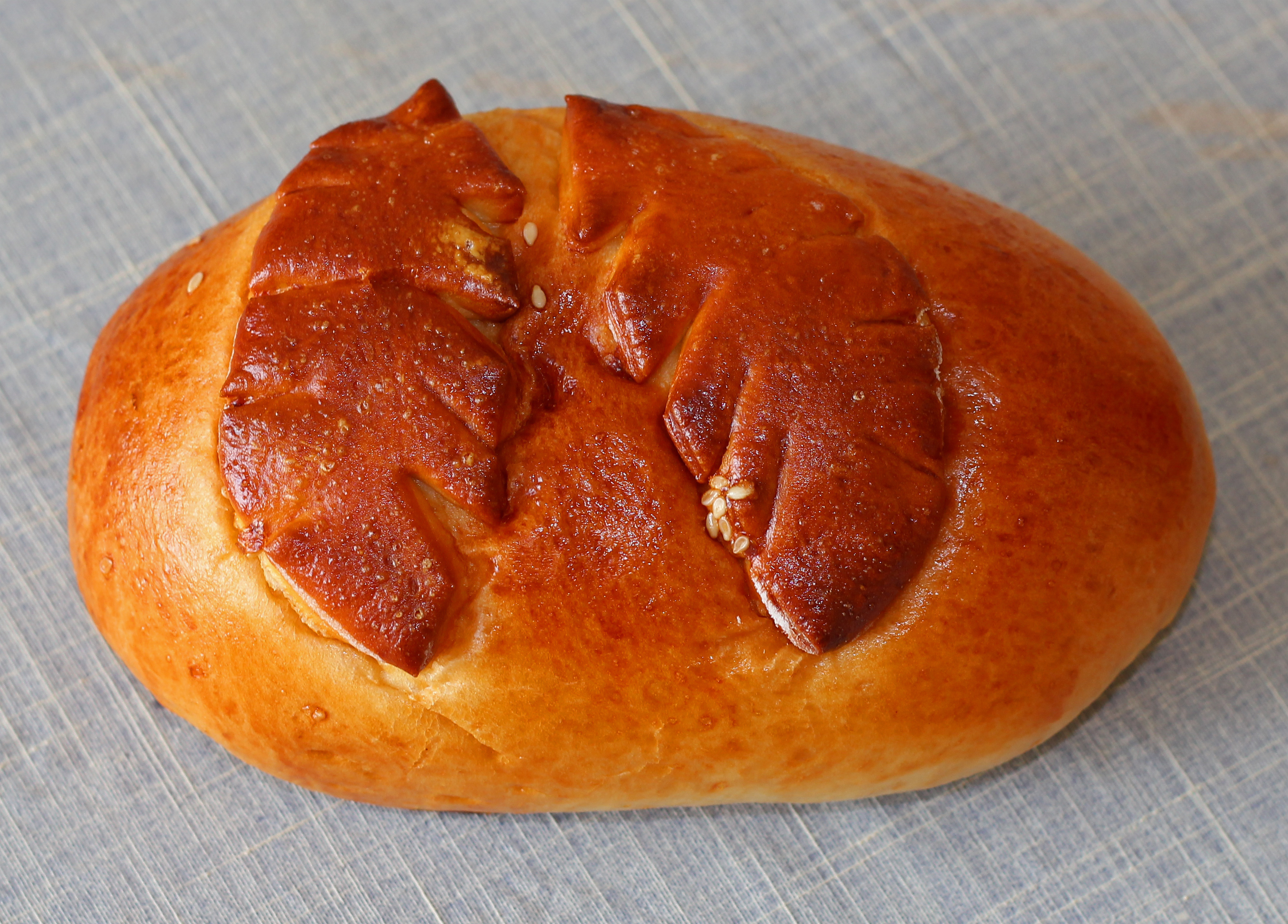
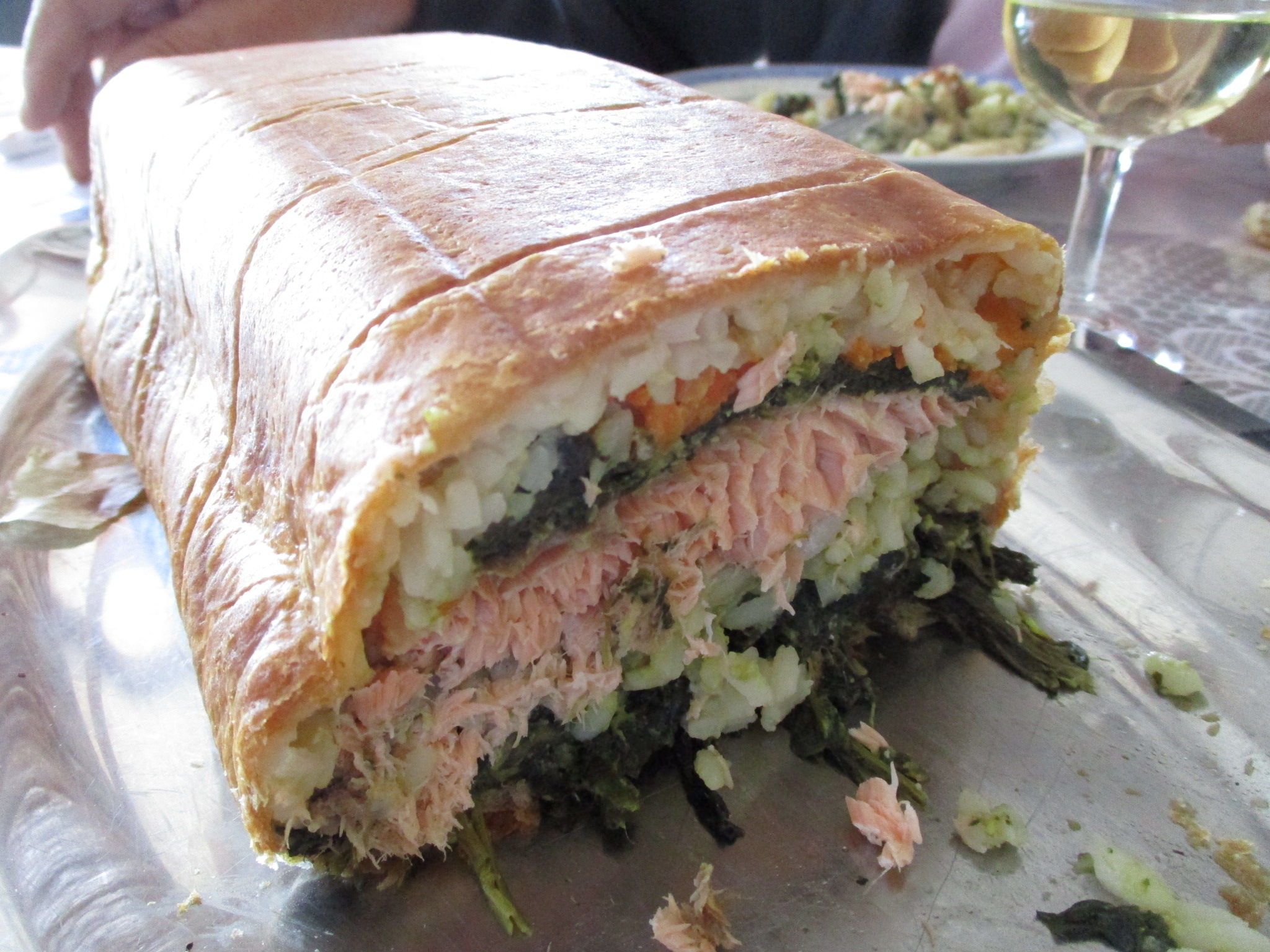
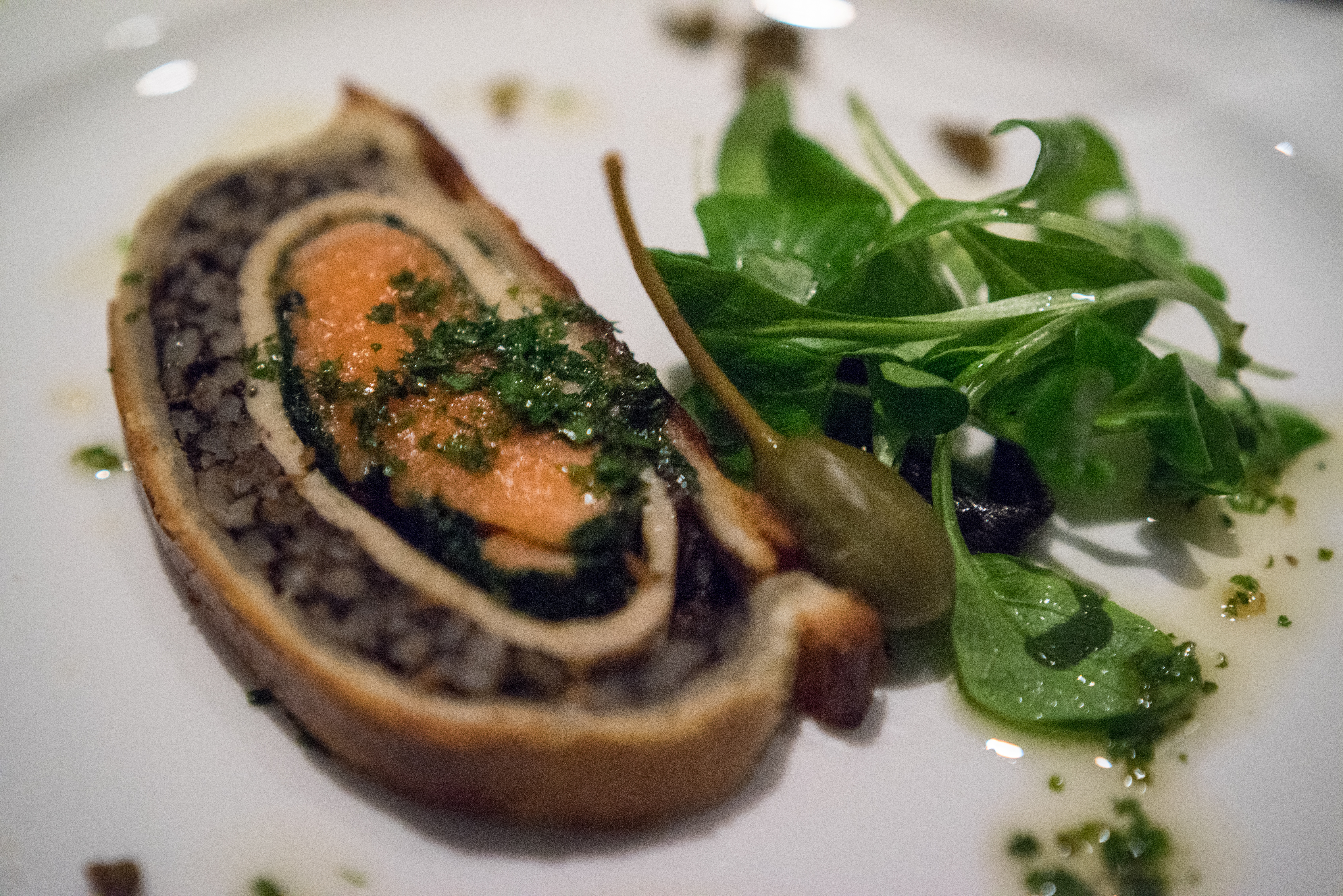
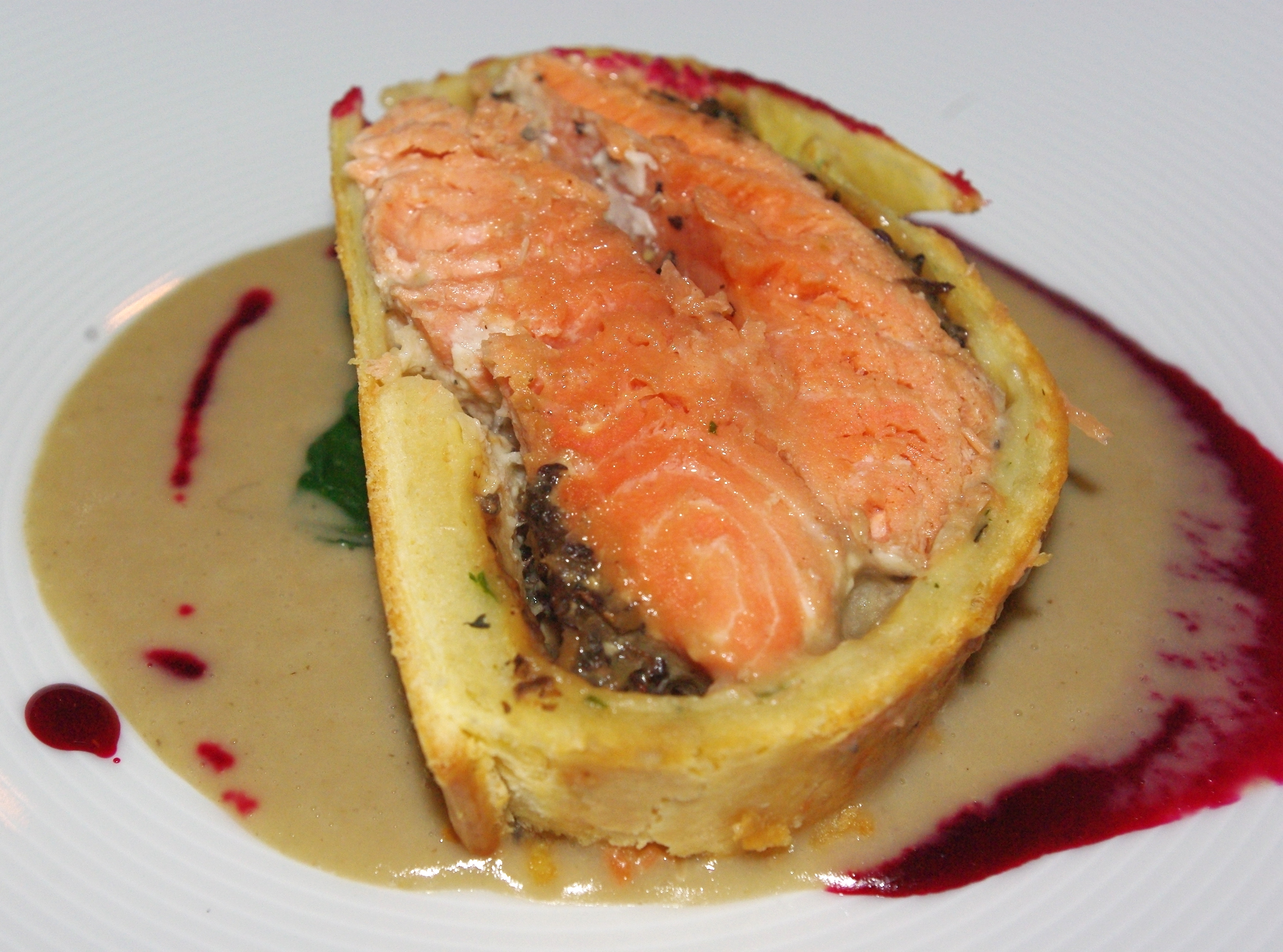

Au début du XXe siècle, le célèbre chef cuisinier et auteur culinaire français Auguste Escoffier importe la recette en France, et l'intègre dans ses ouvrages culinaires de cuisine française. Cette recette répandue depuis dans le monde entier, fait également partie à ce jour de la cuisine des pays d'Europe de l'Est de l'ex-URSS, et de la cuisine israélienne.

## Caractéristiques
La farce traditionnelle est réalisée avec du saumon ou de l'esturgeon, des œufs durs, des champignons, et est aromatisée d'aneth. 